# Pelteobagrus nudiceps
Pelteobagrus nudiceps är en fiskart som först beskrevs av Sauvage, 1883.  Pelteobagrus nudiceps ingår i släktet Pelteobagrus och familjen Bagridae. Inga underarter finns listade i Catalogue of Life.